# Monumenti dei confini del ghetto di Varsavia

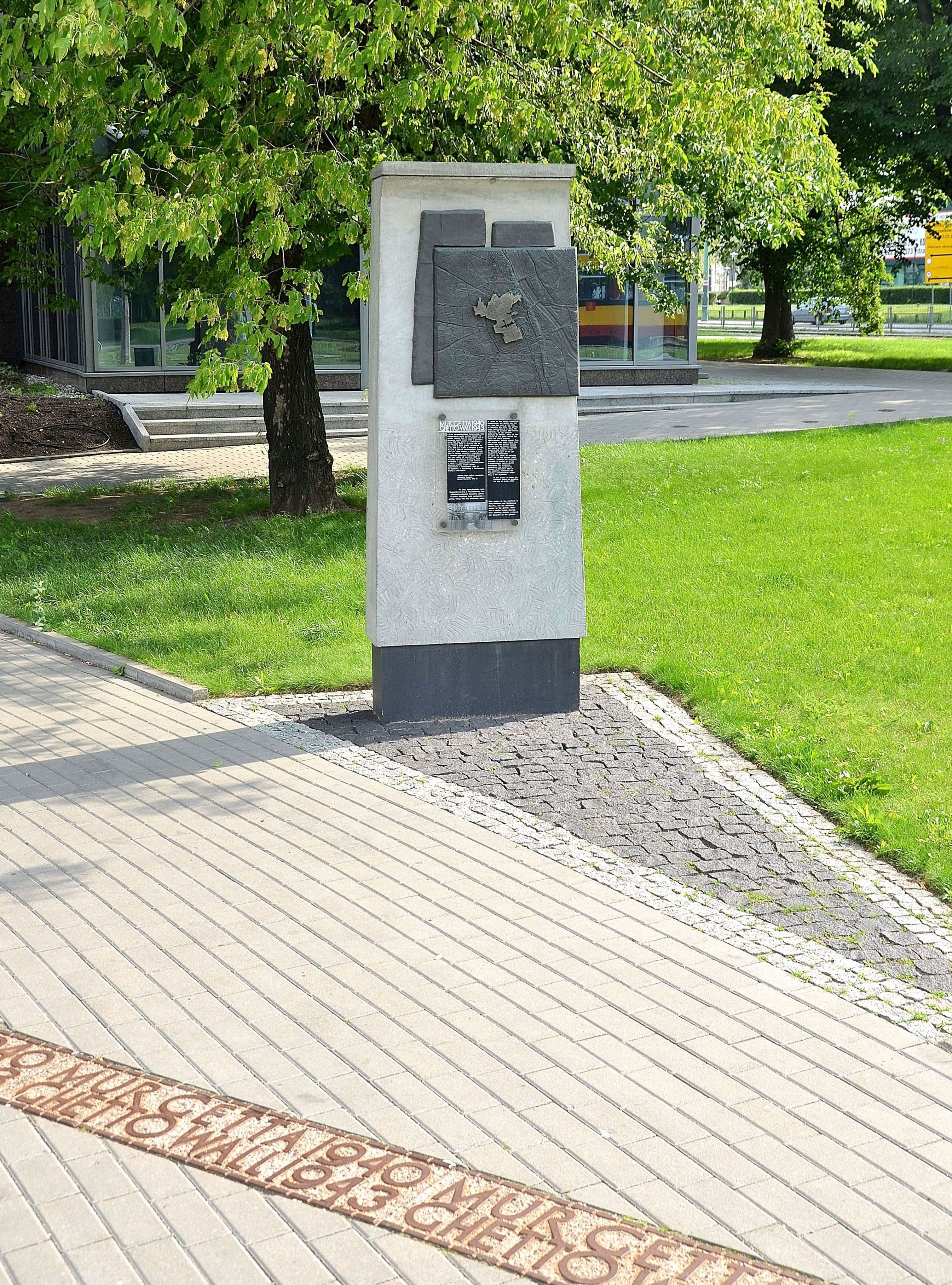
Uno dei monumenti dei confini del ghetto di Varsavia, situato in ul. Bonifraterska

I monumenti dei confini del ghetto di Varsavia sono una serie di 22 lapidi commemorative e lastre di cemento che segnano il percorso delle mura del ghetto di Varsavia nella frazione occidentale Wola e nella frazione centrale della città, chiamata Śródmieście. 
La sculture rappresentano nella Varsavia moderna i punti più lontani dei confini del quartiere ebraico. Esse sono state create in posti in cui negli anni 1940-1943 si trovavano cancelli, porte, passerelle di legno e vari edifici di grande importanza per gli abitanti del ghetto di Varsavia.

## La storia e il progetto

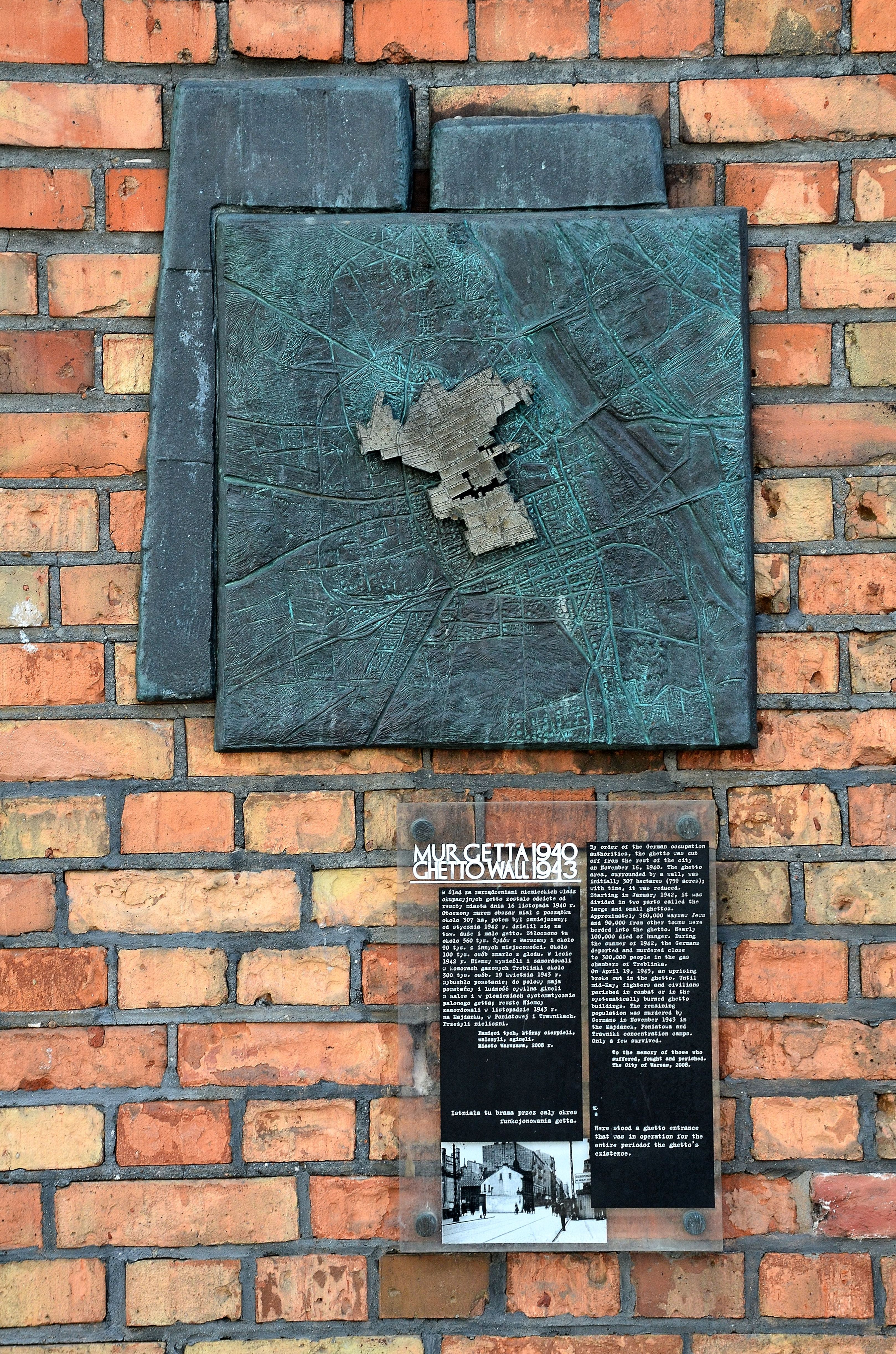
Le lapidi situate sul muro appartenente alla fabbrica di prodotti in ferro Duschik & Szolce (in polacco: Fabryka Wyrobów Żelaznych „Duschik i Szolce”) in ul. Żelazna 63 (dal lato di ul. Grzybowska)

L’iniziativa della creazione di questo spazio commemorativo e informativo fu presa dagli impiegati dell'Istituto Storico Ebraico a Varsavia insieme al Conservatore dei Monumenti di Varsavia.
Il progetto è stato sviluppato da Eleonora Bergman e Tomasz Lec in collaborazione con Ewa Pustoły-Kozłowska (i responsabili della situazione dei monumenti) e Jan Jagielski (lo storico che si occupò delle informazioni inserite nelle tavole e delle fotografie rappresentanti).
Ogni monumento è composto da tre elementi:
- una tavola di bronzo delle misure 60x60 cm, che mostra non solo i contorni del ghetto ai suoi confini più vasti, ma anche una rete stradale prebellica; tutto questo presentato sulla mappa di Varsavia, con la posizione indicata
- una targa fatta di vetro acrilico delle misure 36x50 cm con brevi descrizioni in polacco e in inglese del ruolo svolto nel corso della storia dai posti presentati. Insieme alle descrizioni possiamo trovare inoltre qualche fotografia dei tempi del ghetto, tutte precedute da un breve racconto della loro storia:

Alla memoria di coloro che hanno sofferto, combattuto e perito.
La città di Varsavia, 2008.»

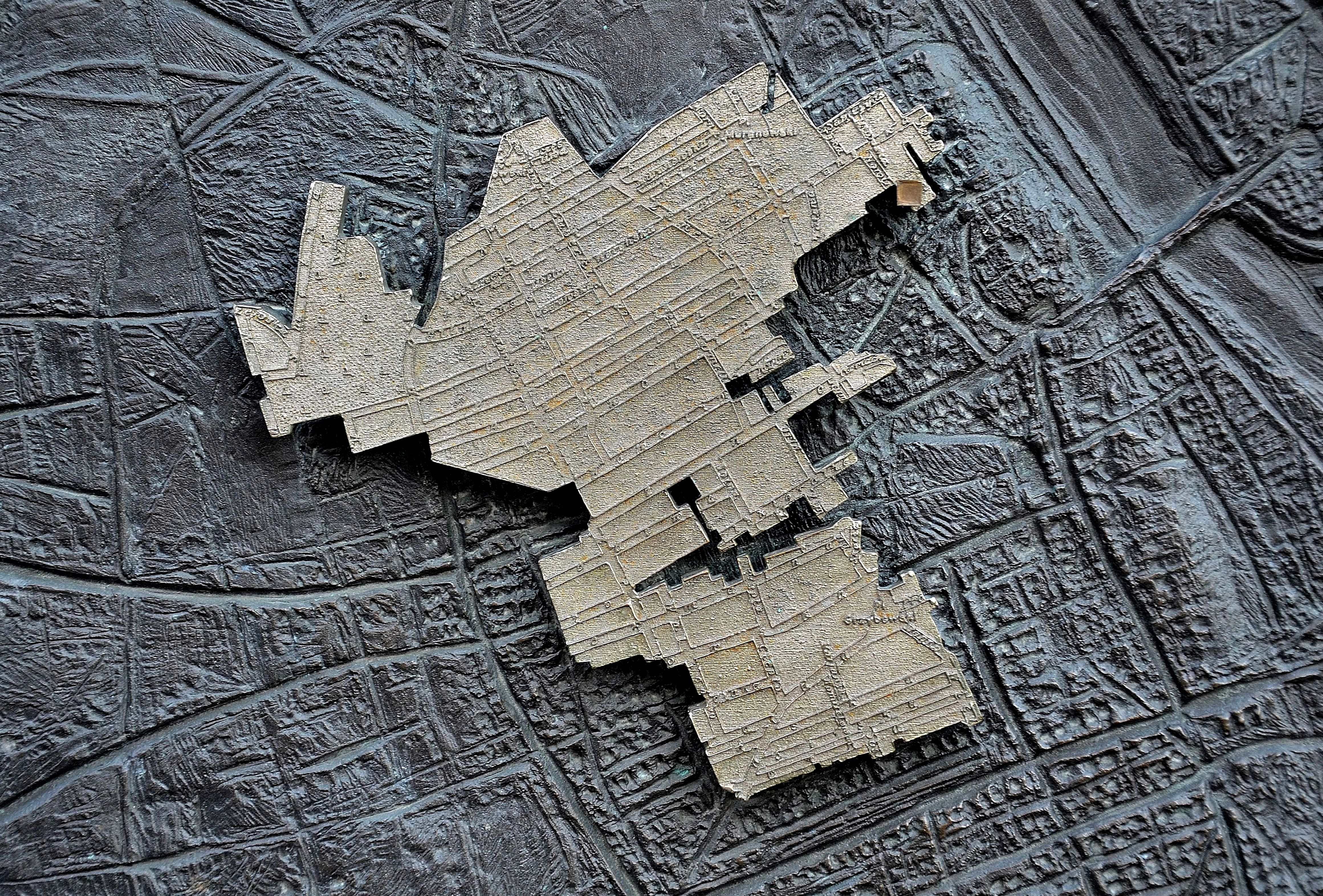
Ingrandimento della mappa di Varsavia con la posizione del luogo commemorato

- delle lastre di cemento larghe 25 cm con iscrizioni bilingue MUR GETTA 1940 / GHETTO WALL 1943 stampate sul marciapiede o sul prato, che mostrano l'esatta posizione dei frammenti più vicini del muro del ghetto. La data 1940-1943 è una data simbolica, poiché molti dei luoghi commemorati furono esclusi dal ghetto negli anni 1941-1942, mentre uno di questi fu incorporato nel quartier chiuso nel dicembre del 1941 e due - nel gennaio del 1942.

La maggior parte delle placche commemorative è stata collocata su 14 pilastri in calcestruzzo bianco appositamente progettati, alti 230 cm, e disposti su pietre da pavimentazione. Il resto fu posizionato direttamente sui muri delle costruzioni e sugli edifici. 
Le sculture furono esposte tra i mesi di aprile e novembre 2008. Inizialmente, il progetto includeva la marcatura dei confini del ghetto in 21 località. Tuttavia, la ventiduesima targa fu costruita e inaugurata il 27 gennaio 2010 come parte della celebrazione del Giorno della Memoria. La placca è situata sul frammento del muro del ghetto rimasto intatto, il quale si trova in via (in polacco: ulica, abbrev. ul.) Sienna.

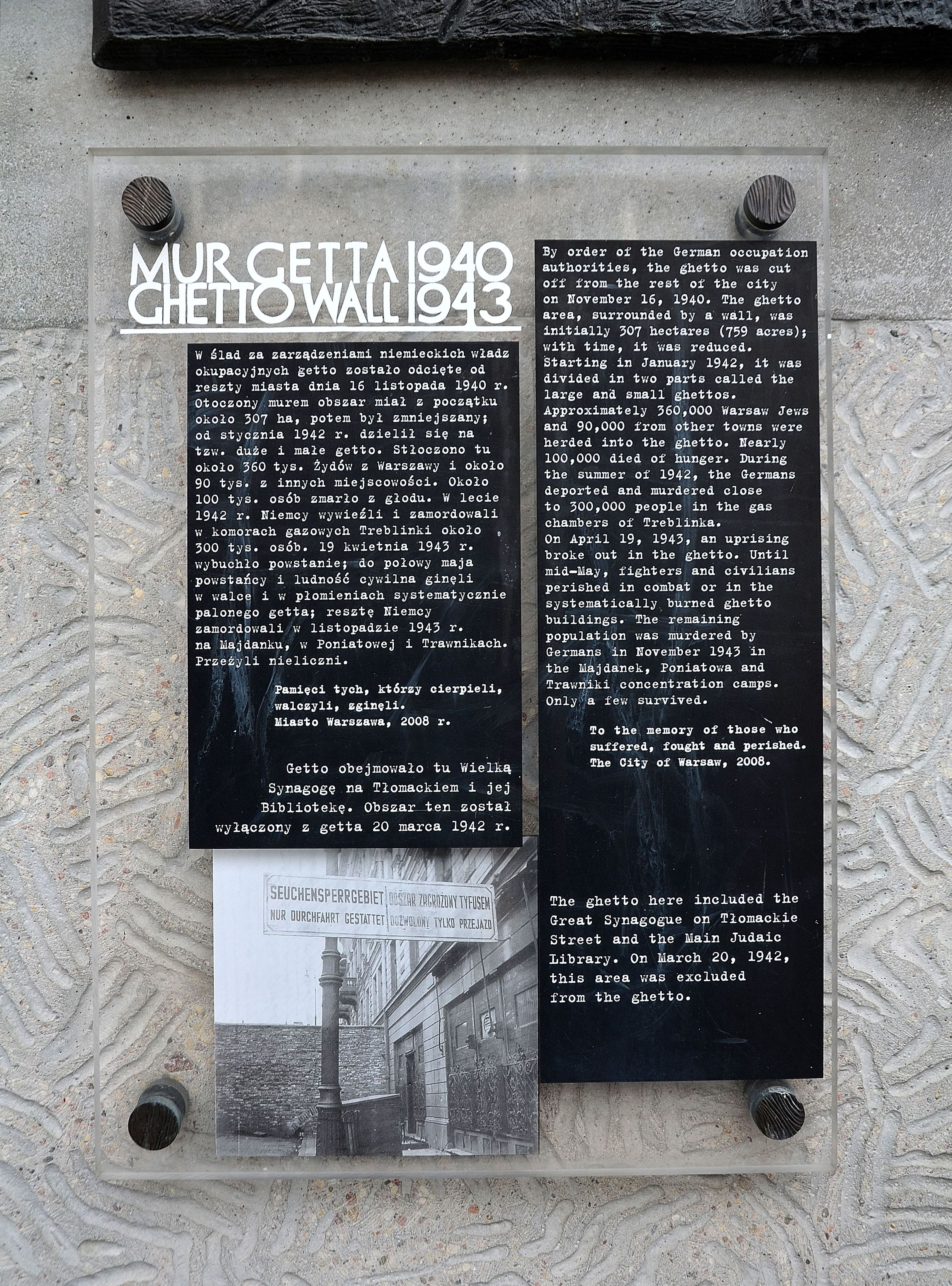
La lapide con la descrizione storica sul ghetto e il punto di controllo al confine (ul. Bielańska)

Il progetto è stato finanziato dalla capitale Varsavia e dal Ministero della Cultura e del Patrimonio Nazionale.

## Localizzazioni dei monumenti
- Ul. gen. Władysława Andersa, l’angolo di ul. Świętojerska – Il monumento commemora una delle più importanti porte del ghetto situate nell'allora ul. Nalewki. Questo fu il cancello attraverso il quale l’esercito tedesco (collaborando con le truppe lettoni e ucraine) sotto il comando di Ferdinand von Sammern-Frankenegg entró nel ghetto. Attraversando il cancello alle 5.30 del 19 aprile 1943 le truppe si scontrarono con la resistenza armata dei combattenti ebrei[5]. I combattimenti diedero inizio alla rivolta del ghetto di Varsavia.
- Ul. Bielańska, l’angolo di ul. A. Corazzi – nella questa parte del ghetto si trovarono la Sinagoga Grande di Varsavia e la Biblioteca Giudaica Principale. Questo frammento della frazione centrale fu escluso dal ghetto il 20 marzo del 1942.
- Ul. Bonifraterska vicino a ul. Międzyparkowa - in questo posto, all'incrocio tra le vie Bonifraterska e Żoliborska, si trovó l'angolo nord-orientale del ghetto. Sopra la parte settentrionale di ul. Przebieg, la quale non apparteneva al ghetto, fu costruita una passerella di legno. Si tratta di una delle quattro costruzioni di questo tipo che i Tedeschi fecero costruire nel ghetto[6].
- Ul. Chłodna, l’angolo di ul. Elektoralna – ricorda il Palazzo di Giustizia in via Leszno (in polacco: Gmach Sądów Grodzkich na Lesznie) e ul. Biała che l'ha condotta. L'edificio non fu collegato al ghetto e fu un luogo di incontro per le persone provenienti da entrambi i lati del muro. Fino al settembre del 1942 il palazzo rimase uno dei punti più importanti della fuga ebraica dalla parte ariana[7]. Dopo la guerra, ul. Biała fu ricostruita circa 200 metri ad ovest.

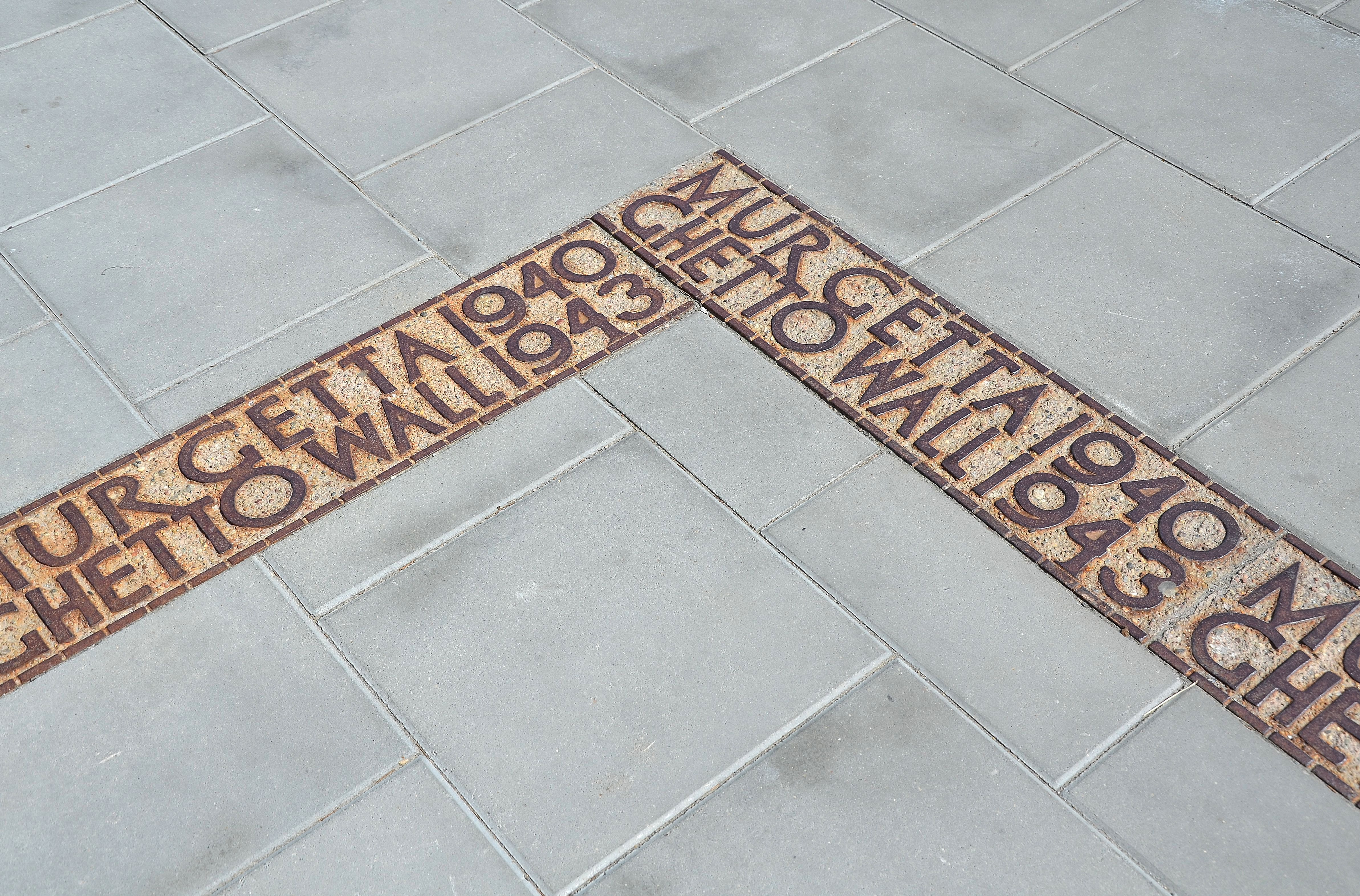
Le lastre segnanti il corso delle mura del ghetto, situate vicino al Palazzo della Cultura e della Scienza

- Le lastre segnanti il corso delle mura del ghetto, situate vicino al Palazzo della Cultura e della ScienzaUl. Chłodna vicino a ul. Żelazna - il marcatore commemora l'esclusione dell’area del ghetto le strade Leszno, Wronia, Grzybowska e Żelazna (dicembre 1941). Di conseguenza, il distretto fu diviso in due parti: il ghetto grande e il ghetto piccolo. In questo posto si trovò anche uno dei simboli dell'Olocausto - il ponte di legno costruito sopra la via Chłodna, messo a disposizione degli abitanti il 26 gennaio 1942[8].
- Ul. Chłodna 41 – qui, fino al dicembre 1941, corse il confine occidentale del ghetto, costruito sul retro delle proprietà in ul. Wronia. Inoltre, questo è il posto dove si trovò uno dei primi 22 cancelli del quartiere (aperto fino al novembre del 1941). Dopo aver escluso dal ghetto questa particolare parte della frazione Wola (dicembre 1941), il confine fu spostato nel centro di ul. Żelazna
- Plac Defilad 1 (in italiano: Piazza della Sfilata) sulla parete orientale del lato nord-orientale del Palazzo della Cultura e della Scienza in cui si trova Il teatro drammatico chiamato Teatr Studio - qui, tra le proprietà, fu il confine sud-orientale del ghetto, spostato il 5 ottobre 1941 nel mezzo di ul. Sienna.

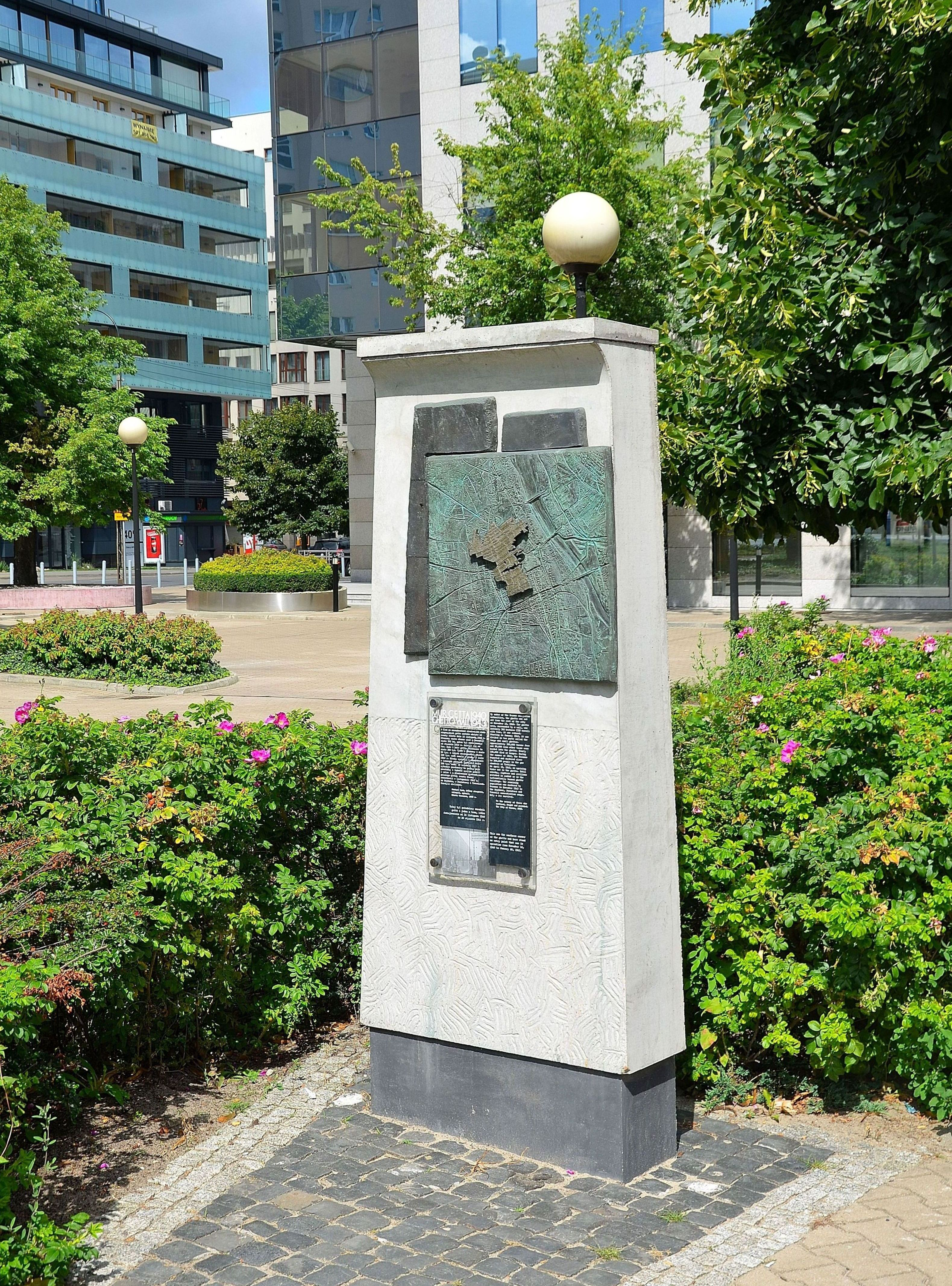
Il marcatore del confine del ghetto posto in ul. Twarda

- Il marcatore del confine del ghetto posto in ul. TwardaAl. Piotra Drzewieckiego (in italiano: Viale di Piotr Drzewiecki), vicino alla piazza di Żelazna Brama (in polacco: plac Żelaznej Bramy) - da qui, a ovest, verso ul. Żelazna, corse una parte non collegata al ghetto, che contenne Hale Mirowskie, Koszary Mirowskie e la chiesa del Santo Karol Boromeusz fino a ul. Chłodna – che divise il ghetto in due parti.[9]
- Al. Piotra Drzewieckiego vicino a al. Jana Pawła II (in italiano: viale di Giovanni Paolo II), il lato sud del mercato “Hale Mirowskie” – le targhe posizionate qui commemorano il confine settentrionale del ghetto piccolo, che fu costruito utilizzando i muri delle proprietà già esistenti.
- Ul. Dzika vicino a al. Jana Pawła II – dopo un minuscolo spostamento delle frontiere del ghetto verso nord, a ul. Dzika (gennaio 1942), questo divenne l'angolo nord-occidentale del quartiere ebraico.
- Ul. Dzika, l’angolo di ul. Stawki – qui, dal gennaio del 1942, si trova una delle porte conducenti al Umschlagplatz.
- Ul. Freta 55 (dal lato di ul. Franciszkańska) - questa fu la parte più orientale del quartiere ebraico. L'intera area della Città Nuova (in polacco Nowe Miasto) fu esclusa dal ghetto nel dicembre del 1941.
- Ul. Młynarska sul muro del cimitero ebraico (vicino al suo confine con il cimitero musulmano calcasico) – qui il muro che passa direttamente dalla via Młynarska lungo il cimitero Powązki segnò il confine nord-occidentale del distretto ebraico fino al dicembre del 1941 (quando il cimitero venne escluso dal ghetto).
- Ul. Okopowa 49/51 sul muro del cimitero ebraico (dal lato di ul. Anielewicza) sorge il secondo monumento che commemora la più grande necropoli ebraica di Varsavia e il campo sportivo di Skra. Lo stadio fu l'unica area del ghetto a rimanere intatta. Col tempo divenne luogo di sepoltura, con tombe sia individuali che di massa, ma anche il luogo di esecuzioni, le cui vittime sono onorate dal Monumento al martirio congiunto di ebrei e polacchi a Varsavia, situato nelle vicinanze. Inoltre, molti dei caduti nella rivolta di Varsavia del 1944, furono sepolti qui.

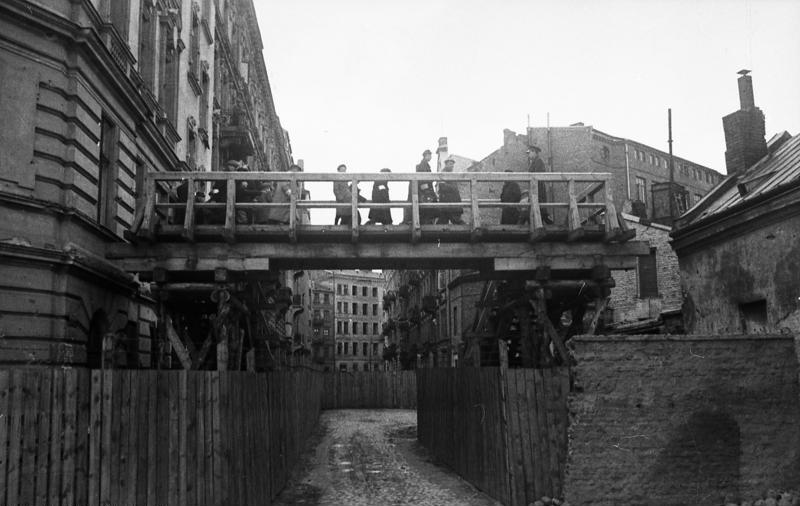
La passerella di legno costruita sopra la ul. Przebieg (adesso inesistente), con la sua commemorazione in ul. Bonifraterska

- La passerella di legno costruita sopra la ul. Przebieg  (adesso inesistente), con la sua commemorazione in ul. BonifraterskaUlica Sienna 53 (adesso il cortile della scuola superiore - XII LO im. Henryka Sienkiewicza) - parte del confine del ghetto, determinata dal muro situato tra le proprietà di ul. Sienna 53 e 55. Il confine meridionale fu spostato nel centro di ul. Sienna.
- Al. Solidarności (tra l'edificio dell'Opera di Varsavia (n. 76b) e la sede della parrocchia calvinista (n. 76a) - il monumento commemora la cosiddetta enclave evangelica tra la chiesa calvinista, la parrocchia, il palazzo di Działyński (in polacco: Pałac Działyńskich), l'ospedale evangelico e diversi edifici vicino all'ormai inesistente ul. Mylna. Fu un posto completamente escluso dal ghetto e circondato con il suo muro da ogni lato. L'unico collegamento con la parte ariana della città era uno stretto passaggio attraverso la tenuta in ul. Przejazd (distrutta nel settembre 1939). La particolare posizione di questo posto facilitò ai parrocchiani e ai preti l'incarico di portare aiuto agli ebrei[10].
- Ul. Stawki vicino a ul. Okopowa – qui, il confine del ghetto correva lungo la parte meridionale degli edifici appartenenti alla Fabbrica di indumenti Temler&Szwede (in polacco: Fabryka Garbarska Temler i Szwede; in ul. Okopowa 78), che non era collegata al ghetto.
- Ul. Świętojerska, l’angolo di ul. Nowiniarska – qui si trova l'unico frammento intatto del muro dalla parte settentrionale del ghetto.

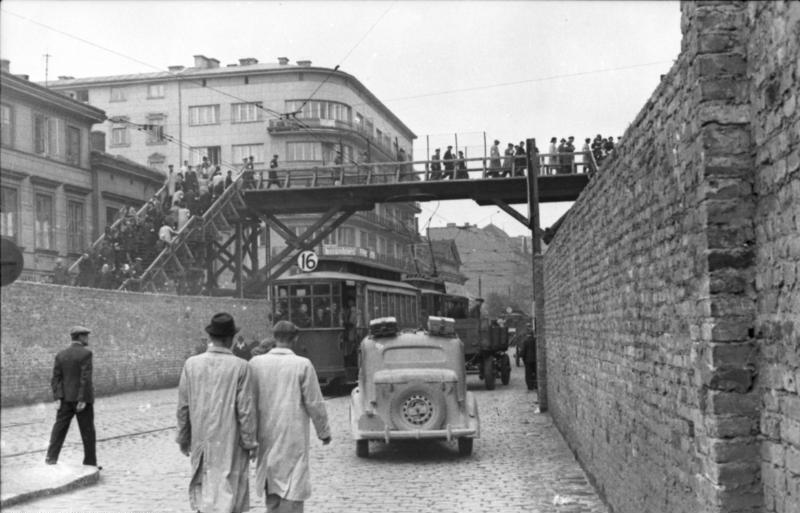
Le mura del ghetto costruite lungo ul. Chłodna e la passerella di legno che dal gennaio fino all’agosto del 1942 collegò il cosiddetto ghetto piccolo e il ghetto grande

- Le mura del ghetto costruite lungo ul. Chłodna e la passerella di legno che dal gennaio fino all’agosto del 1942 collegò il cosiddetto ghetto piccolo e il ghetto grandeUl. Świętokrzyska nella piazza di Bolesław Kontrym „Żmudzin” – qui, tra le proprietà, corse il confine orientale della parte meridionale del distretto ebraico. Nel marzo del 1941, il muro del ghetto fu spostato verso ovest, a ul. Bagno.
- Ul. Twarda all'incrocio con ul. Złota - questo fu l'angolo sud-ovest del ghetto e il posto dove si trovò una delle prime 22 porte, in funzione dal 16 novembre 1940 fino al 20 gennaio 1941.
- Ul. Żelazna 63 sul muro appartenente alla fabbrica di prodotti in ferro Duschik & Szolce (in polacco: Fabryka Wyrobów Żelaznych „Duschik i Szolce”)[11] dal lato di ul. Grzybowska – qui si trovò uno dei cancelli principali del ghetto piccolo.

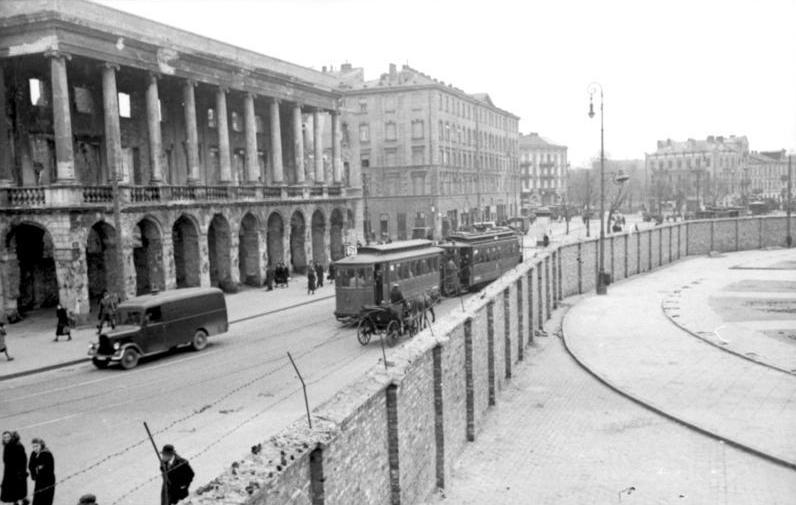
La parte del muro del ghetto che si trovò nella piazza di Żelazna Brama (in polacco: plac Żelaznej Bramy) e la sua commemorazione in al. Piotra Drzewieckiego

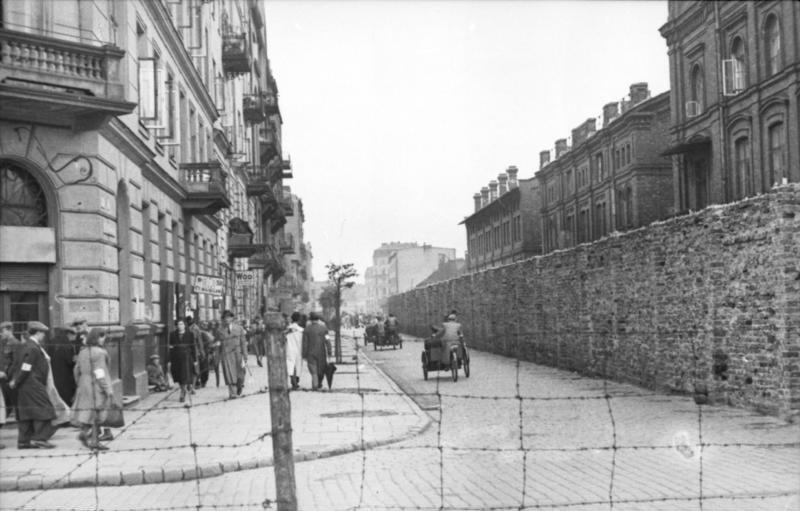
Il frammento delle mura costruito lungo ul. Grzybowska; vista verso est, dall’incrocio con ul. Żelazna

- La parte del muro del ghetto che si trovò nella piazza di Żelazna Brama (in polacco: plac Żelaznej Bramy) e la sua commemorazione in al. Piotra DrzewieckiegoIl frammento delle mura costruito lungo ul. Grzybowska; vista verso est, dall’incrocio con ul. ŻelaznaUl. Żelazna, l’angolo di al. Solidarności – qui si trova un monumento posto sul muro di un edificio prebellico che ospitò le scuole comuni n. 10, 17, 56 e 119[12] (attualmente sede dell'ufficio distrettuale di Wola indirizzato a ul. Solidarności 90) – le lapidi commemorano uno dei più importanti cancelli del ghetto, situato all'incrocio di ul. Żelazna e della precedente ul. Leszno. Inoltre, qui fu localizzato l'edificio della Associazione di Scuola Secondaria "Collegium" (in polacco: Towarzystwo Szkoły Średniej „Collegium”; ul. Leszno 84), nel cui si trovarono la Sezione – Lavoro (in polacco: Wydział Pracy) e il Dipartimento Statistico del Consiglio Ebraico (in polacco: Wydział Statystyczny Rady Żydowskiej)[9]. Lo stesso edificio fu un'enclave del ghetto sul lato ariano e nel settembre 1941 fu collegato con il quartiere ebraico da una passerella di legno all'altezza del primo piano, costruita sopra il muro in ul. Żelazna.